# Parandra lanyuana
Parandra lanyuana là một loài bọ cánh cứng trong họ Cerambycidae.